# Kazimierz Ortyński
Kazimierz Mieczysław Ortyński – polski ekonomista, profesor nauk ekonomicznych.

## Życiorys
W 1969 ukończył studia ekonomiczne na  Uniwersytecie Warszawskim, w 1977 obronił pracę doktorską pt. Kompensacja strat wynikających z deprecjacji pieniądza na przykładzie ubezpieczeń, w 1990 habilitował się na podstawie pracy zatytułowanej Wykorzystanie ubezpieczenia społecznego i ubezpieczenia osobowego dla zabezpieczenia poziomu życia obywateli w NRD i Polsce do roku 1990 - wnioski na przyszłość. W 2015 uzyskał tytuł profesora nauk ekonomicznych.
Został zatrudniony w Katedrze Finansów i Ubezpieczeń na Wydziale Ekonomii i Finansów Uniwersytetu Radomskiego im. Kazimierza Pułaskiego.

## Odznaczenia
W 2000 otrzymał Odznakę „Za Zasługi dla Ubezpieczeń“ przyznawaną przes Polską Izbę Ubezpieczeń.
W 2005 został odznaczony Krzyżem Kawalerskim Orderu Odrodzenia Polski.